# 1790 en science
| Années de la science : 1787 - 1788 - 1789 - 1790 - 1791 - 1792 - 1793    |
| Décennies de la science : 1760 - 1770 - 1780 - 1790 - 1800 - 1810 - 1820 |

Cet article présente les faits marquants de l'année 1790 en science.

## Événements

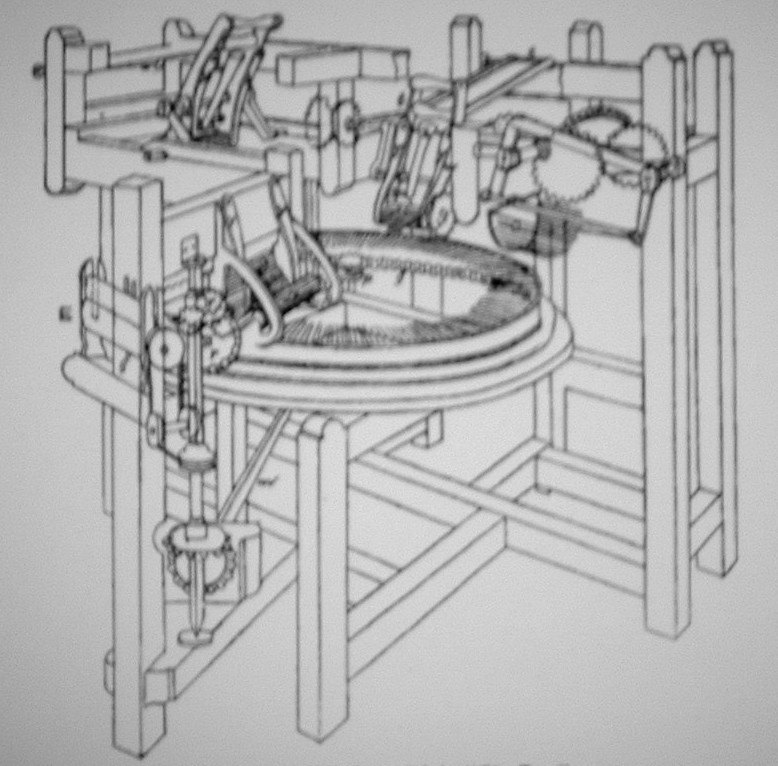
Big Ben, la machine à peigner de Cartwright de 1792.

- 27 avril, 11 décembre et 25 mai 1792 : l'ingénieur britannique Edmond Cartwright obtient des brevets pour les améliorations de sa machine à peigner la laine[2].
- 31 juillet :
  - James Archibald Hamilton est nommé premier astronome de l'observatoire d'Armagh fondé par l'archevêque anglican Richard Robinson[3]. Les observations astronomiques ont commencent en juillet 1793[4].
  - le premier brevet des États-Unis est obtenu par Samuel Hopkins pour un nouveau procédé de fabrication de la potasse[5].
- 13 novembre : l'astronome britannique William Herschel découvre la nébuleuse planétaire NGC 1514[6].

- Les chimistes Adair Crawford (Irlandais) et William Cruickshank (Écossais) postulent que la strontianite, minerais découvert en 1787 dans les environs de Strontian, contient un nouvel élément. Le strontium est isolé par électrolyse en 1808 par Humphry Davy[7].

## Publications

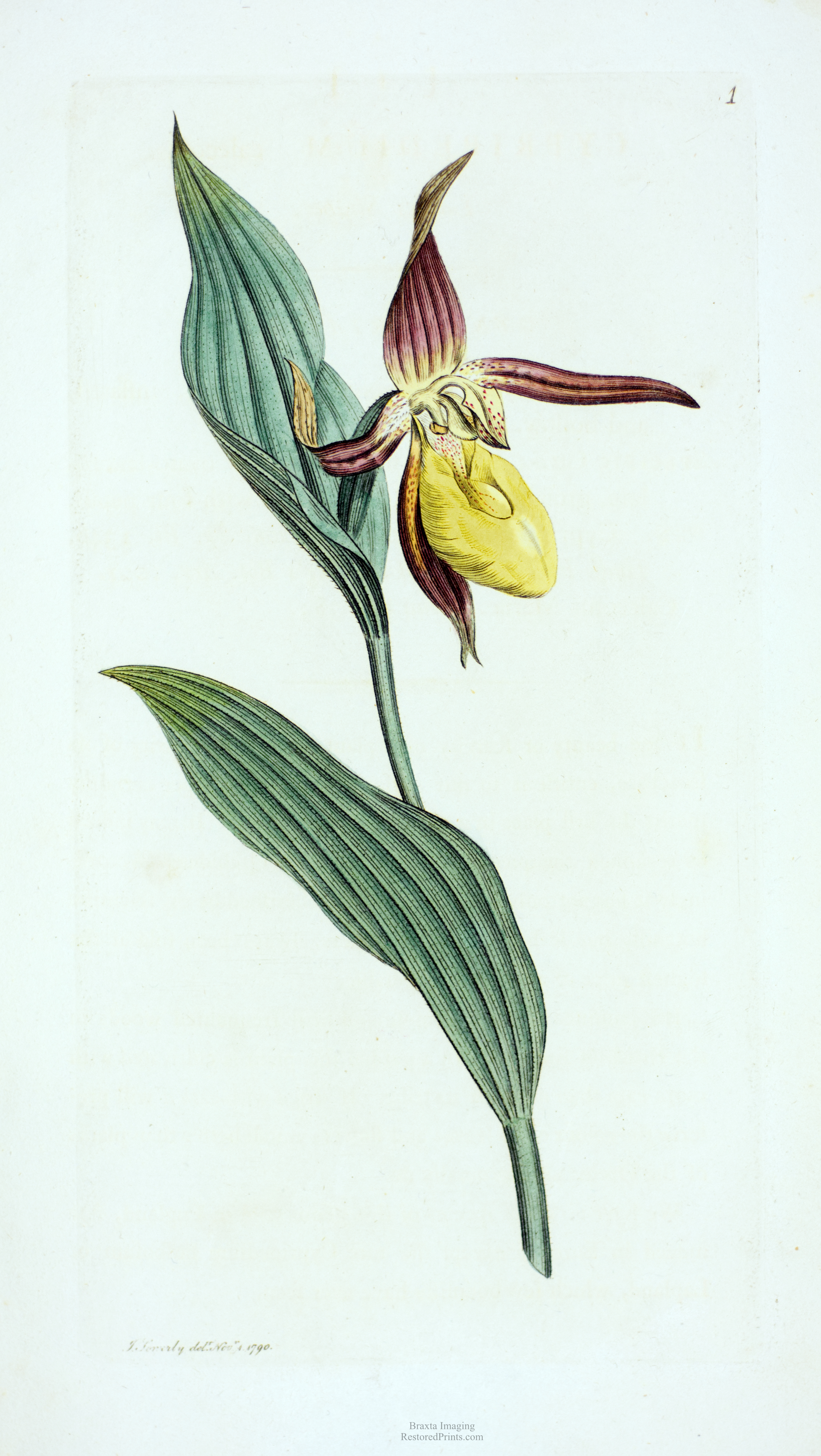
Sabot de Vénus, planche tirée du premier volume de lEnglish Botany de Sowerby.

- José Bonifácio de Andrada e Silva : Mémoire sur les diamants du Brésil.
- Jean-Antoine Chaptal : Élémens de chimie, Montpellier, 3 volumes.
- Goethe : Versuch die Metamorphose der Pflanzen zu erklären (Essai sur la métamorphose des plantes).
- John Latham : Index Ornithologicus.
- Lorenzo Mascheroni : Adnotationes ad calculum integrale Euleri. Il calcule 32 décimales de {\displaystyle \gamma }, la constante d'Euler-Mascheroni.
- James Edward Smith et James Sowerby : English Botany (en), volume 1.

## Naissances
- 16 janvier : Jean-Baptiste Paramelle (mort en 1875), hydrogéologue français.
- 23 janvier : Johann Jacob Heckel (mort en 1857), zoologiste autrichien.
- 25 janvier : William Henry Sykes (mort en 1872), militaire, homme politique et ornithologue britannique.
- 2 février : William Elford Leach (mort en 1836), zoologiste britannique.
- 3 février : Gideon Mantell (mort en 1852), paléontologue britannique.
- 4 février : John Bachman (mort en 1874), pasteur et naturaliste américain.
- 12 février : Jean Jacques Nicolas Huot (mort en 1845), géographe, géologue et naturaliste français.
- 2 mars : Philippe-Charles Schmerling (mort en 1836), médecin et préhistorien belge.
- 6 mars : Jacques Arago (mort en 1854), romancier, auteur dramatique et explorateur français.
- 12 mars : John Frederic Daniell (mort en 1845), chimiste et physicien britannique.
- 4 avril : Jean-Baptiste Charles Bélanger (mort en 1874), mathématicien français.

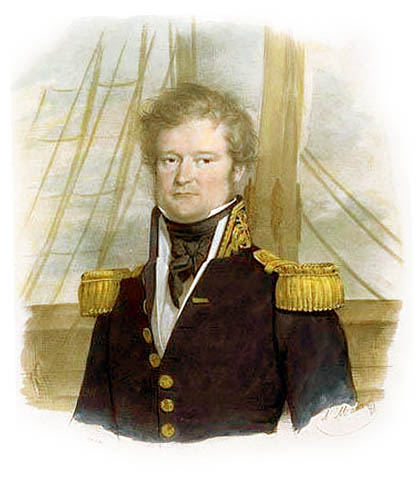
Jules Dumont d'Urville

- 23 mai : Jules Dumont d'Urville (mort en 1842), explorateur français.
- 4 juillet : George Everest (mort en 1866), géomètre-expert et géographe britannique.
- 25 octobre : Robert Stirling (mort en 1878), inventeur écossais.
- 17 novembre : August Ferdinand Möbius (mort en 1868), mathématicien et astronome allemand.
- 19 décembre : William Edward Parry (mort en 1855), explorateur britannique de l'Arctique.
- 23 décembre : Jean-François Champollion (mort en 1832), égyptologue français, déchiffreur des hiéroglyphes.

- Edward Griffith (mort en 1858), naturaliste et huissier britannique.
- Anthony Charles Harris (mort en 1869), égyptologue britannique.

## Décès

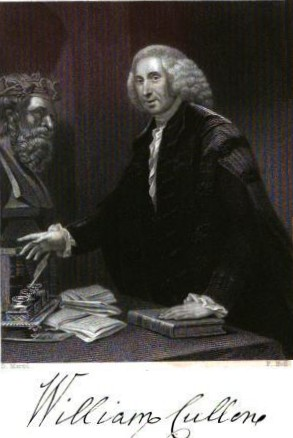
William Cullen

- 15 janvier : John Landen (né en 1719), mathématicien anglais.
- 31 janvier : Jacques-André Mallet (né en 1740), astronome genevois.
- 5 février : William Cullen (né en 1710), chimiste et physicien écossais.
- 7 mars : Jean-Baptiste Romé de l'Isle (né en 1736), minéralogiste français.
- 17 avril : Benjamin Franklin (né en 1706), scientifique et inventeur, connu pour ses expériences sur l'électricité.
- 6 mai : Johannes Gessner (né en 1709), médecin et naturaliste suisse.
- 1er juin : Charles-Benjamin de Lubières (né en 1714), mathématicien genevois.
- 10 juillet : Peter Jonas Bergius (né en 1730), médecin et botaniste suédois.
- 17 juillet :
  - Jean Bernoulli II (né en 1710), mathématicien suisse.
  - Adam Smith (né en 1723), philosophe, économiste et logicien écossais.